# Yukinori Miyabe
Yukinori Miyabe –en japonés, 宮部保範, Yukinori Miyabe– (Tokio, 18 de julio de 1968–ibídem, 7 de marzo de 2017) fue un deportista japonés que compitió en patinaje de velocidad sobre hielo. Su hermano Yasunori también compitió en patinaje de velocidad.
Participó en dos Juegos Olímpicos de Invierno, en los años 1992 y 1994, obteniendo una medalla de bronce en Albertville 1992, en la prueba de 1000 m.

## Palmarés internacional
| Juegos Olímpicos | Juegos Olímpicos      | Juegos Olímpicos  | Juegos Olímpicos |
| Año              | Lugar                 | Medalla           | Prueba           |
| ---------------- | --------------------- | ----------------- | ---------------- |
| 1992             | Albertville (Francia) | Medalla de bronce | 1000 m           |